# تيفاني غرانت
تيفاني غرانت (بالإنجليزية: Tiffany Grant)‏ (اسمها الكامل تيفاني لين غرانت (بالإنجليزية: Tiffany Lynn Grant)‏ هي مؤدية أصوات أمريكية ولدت في 11 أكتوبر 1968 في هيوستن، تكساس.

## أدوارها في الأنمي

### مسلسلات أنمي تلفزيونية
- نيون جينيسيس إيفانجيليون - أسكا لانغلي سوريو
- إنجليك لاير - ساي جونوتشي
- NOIR - ألتينا
- إكسل ساغا - ميساكي ماتسويا، ساندرا
- خيميائي الفولاذ - مارتل
- خيميائي الفولاذ FULLMETAL ALCHEMIST - مارتل
- إلفن ليد - كيساراغي
- كرونو كروسيد - ساتيلا هارفنهايت
- كوراو فانتوم ميموري - أياكا ستيغر
- لاينباريل الحديدي - يوي أوغاوا
- ون بيس - نوجيكو
- تسوباسا كرونيكل - أشورا-أو
- فل ميتال بانيك؟ فُموفّو - بونتا-كون، يوشيكي أكوتسو
- أزومانغا دايو - كاورين
- نادي مضيفي ثانوية أوران - كوريتاكي
- قطاع التسوق السحري أبينوباشي - غين ياماموتو، أميريون
- طوكيو ماغنيتود 8.0 - يوكي أونوزاوا
- CLANNAD 〜AFTER STORY〜 - هارادا
- آخر (رواية) - يومي أوغورا، كيريكا
- تسوريتاما - كوكو
- إنفينيت ستراتوس - لورا بودويغ
- جيغوكو شوجو - ماسامي سيكيموتو

### أوفا أنمي
- أسطورة سيدة المجرة يونا - ماي توكودايجي

### أفلام أنمي
- إيفانجيليون: الموت والبعث - أسكا لانغلي سوريو
- نهاية إيفانجيليون - أسكا لانغلي سوريو
- إيفانجيليون: 2.0 أنت (لا) تستطيع التقدم - أسكا لانغلي شيكينامي
- إيفانجيليون: 3.0 أنت (لا) تستطيع الإعادة - أسكا لانغلي شيكينامي

## وصلات خارجية
- تيفاني غرانت على موقع IMDb (الإنجليزية)
- تيفاني غرانت على موقع قاعدة بيانات الفيلم (الإنجليزية)
- تيفاني غرانت على موقع ANN person (الإنجليزية)